# 수도군
수도군 이덕생(守道君 李德生, 1393년 4월 4일(음력 2월 15일 ~ 1449년 8월 7일(음력 7월 10일))은 조선 전기의 왕자로, 조선 제 2대 정종의 7남이자 서7남이며 생모는 숙의 윤씨이다. 호는 묵은(默隱)이며 시호는 희정(僖靖)이다.
1430년(세종 13) 원윤(元尹)이 되고, 1444년(세종 26) 명선대부 수도정에 봉해졌으며, 1449년(세종 31년) 2월 박만(朴萬)·원생(元生) 등이 그의 집 근처에서 불법으로 소, 말 등을 도살한 일로 탄핵을 받고 전라도 담양군에 유배되어 가던 중 병사했다. 생전에는 명선대부 수도정이었고, 고종 때 가서 군으로 추증되었다.

## 생애
조선 제 2대 정종의 7남으로 생모는 숙의 윤씨(淑儀尹氏)인 해평 윤씨(海平尹氏)이다. 정부인으로는 군부인 여산 송씨(郡夫人 礪山宋氏)이다. 자녀로는 정부인 송씨가 낳은 장남 어산부정 검(語山副正 儉)와 차남 동림부정 암(東林副正 巖), 3남 풍산부정 외(豊山副正 畏)와 딸이 있다.
오랫동안 작위가 없다가 1430년(세종 13) 원윤(元尹)에 책봉되었다. 1431년 이녹생(李祿生) 등과 함께 연고가 있다는 이유를 대고 종학(宗學)에 나아가지 않는다 하여 종부시가 세종에게 이를 보고하였다.
1433년에는 허리 아래가 아프고 저리다는 이유로 반열에 참예하지 않는다는 이유로 종부시의 탄핵을 받았다. 1444년(세종 26) 명선대부 수도정에 책봉되었다.
1449년(세종 31년) 2월 박만(朴萬)·원생(元生) 등이 수도정(守道正) 이덕생(李德生)의 집에 숨어 살며 또 소뼈를 그의 집 뒷편 뜰에 묻어두고 감추었다가 적발되었다. 이 일로 그대 7월 4일 전라도 담양군으로 유배되었다. 7월 10일 유배지로 가던 길에 용인(龍仁)에서 병으로 갑자기 사망하였다.

### 사후
묘소는 경기도 양주군 미아리(楊州彌阿里)에 있다. 고종 때 가서 군에 추증되고, 시호를 받았다.
순조 때 후손들이 포천군 소흘면 무림리, 후일의 포천시 소흘읍 무림2리 258-12번지 산으로 이장하였다. 묘소 아래에는 재실 묵은사와 백색 대리석으로 된 신도비가 있다.

## 가족 관계
- 부 : 조선 제 2대 정종
- 모 : 숙의 윤씨(淑儀尹氏)
  - 동생 : 임언군 녹생(林堰君 祿生)
  - 동생 : 석보군 복생(石保君 福生)
  - 동생 : 장천군 보생(長川君 普生)
  - 동생 : 인천옹주(仁川翁主) - 하가 행부사 이관식(行府使 李寬植)
- 정부인 : 여성군부인 여산 송씨(礪城郡夫人 礪山 宋氏) - 부사(府使) 증이판(贈吏判) 송계성(宋繼性)의 딸
  - 장남 : 어산부정 이검(語山副正 李儉)
  - 며느리 : 보성 오씨 - 판서(判事) 오수령(吳壽齡)의 딸
    - 손자 : 곤산수 이숙조(崑山守 李淑祚)
    - 손녀 : 문화 류씨 충의위(忠義衛) 류진석(柳眞石)에게 출가
    - 손녀 : 의령 남씨 남혜(南憓)의 처

  - (첩)며느리 : 노비 출신 
    - 서손자 : 이귀동(李貴仝, 1461 ~ ?)

  - 차남 : 동림부정 이암(東林副正 李巖)
  - 며느리 : 문화 류씨 - 첨지(僉知) 류찬(柳纘)의 딸
  - 3남 : 풍산부정 이외(豊山副正 李畏)
  - 며느리 : 부유 심씨 - 판관(判官) 심철한(沈哲漢)의 딸 
    - 손자 : 심곡도정 이숙인(深谷都正 李淑仁)
    - 손자 : 청연수 이숙의(淸淵守 李淑義)
    - 손자 : 안릉수 이숙례(安陵守 李淑禮)

  - (첩)며느리 : 미상
    - 서손자 : 율진령 이숙정(栗津令 李淑丁)
    - 서손자 : 가화령 이숙지(嘉和令 李淑智)

  - 장녀 : 안동 김씨 김선손(金善孫)에게 출가(出嫁)
    - 외손자 : 김열(金洌)
    - 외손자 : 김결(金潔)
    - 외손자 : 김순(金淳)
    - 외손자 : 김항(金沆)
    - 외손자 : 김담(金淡)
    - 외손녀 : 홍관해(洪寛海)에게 출가